# Mortes em julho de 2025
Mortes em 2025: ← Janeiro – Fevereiro – Março – Abril – Maio – Junho – Julho – Agosto – Setembro – Outubro – Novembro – Dezembro →
Esta é uma relação de pessoas notáveis que morreram durante o mês de julho de 2025, listando nome, nacionalidade, ocupação e ano de nascimento.

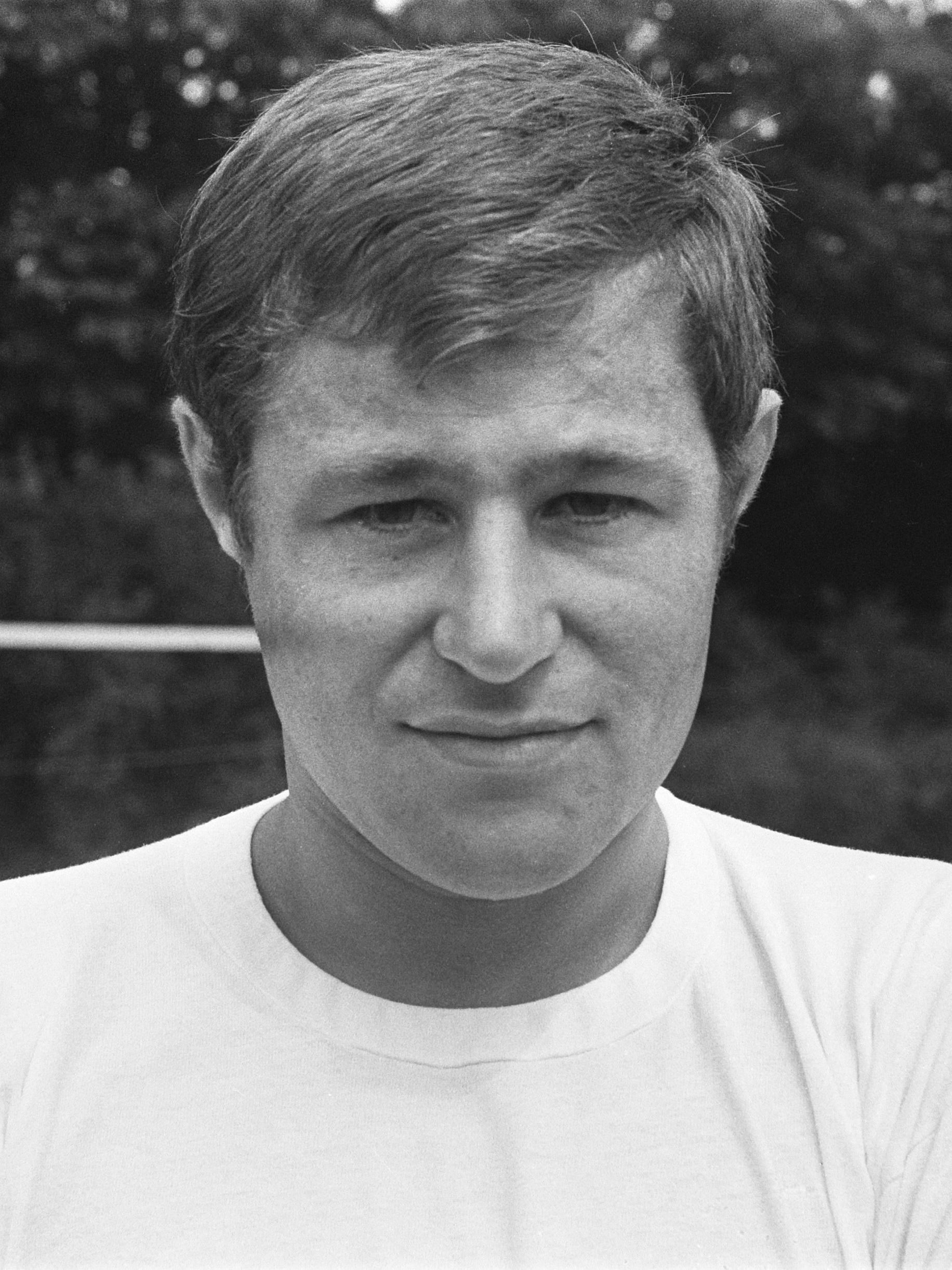
Rinus Israël, futebolista neerlandês.

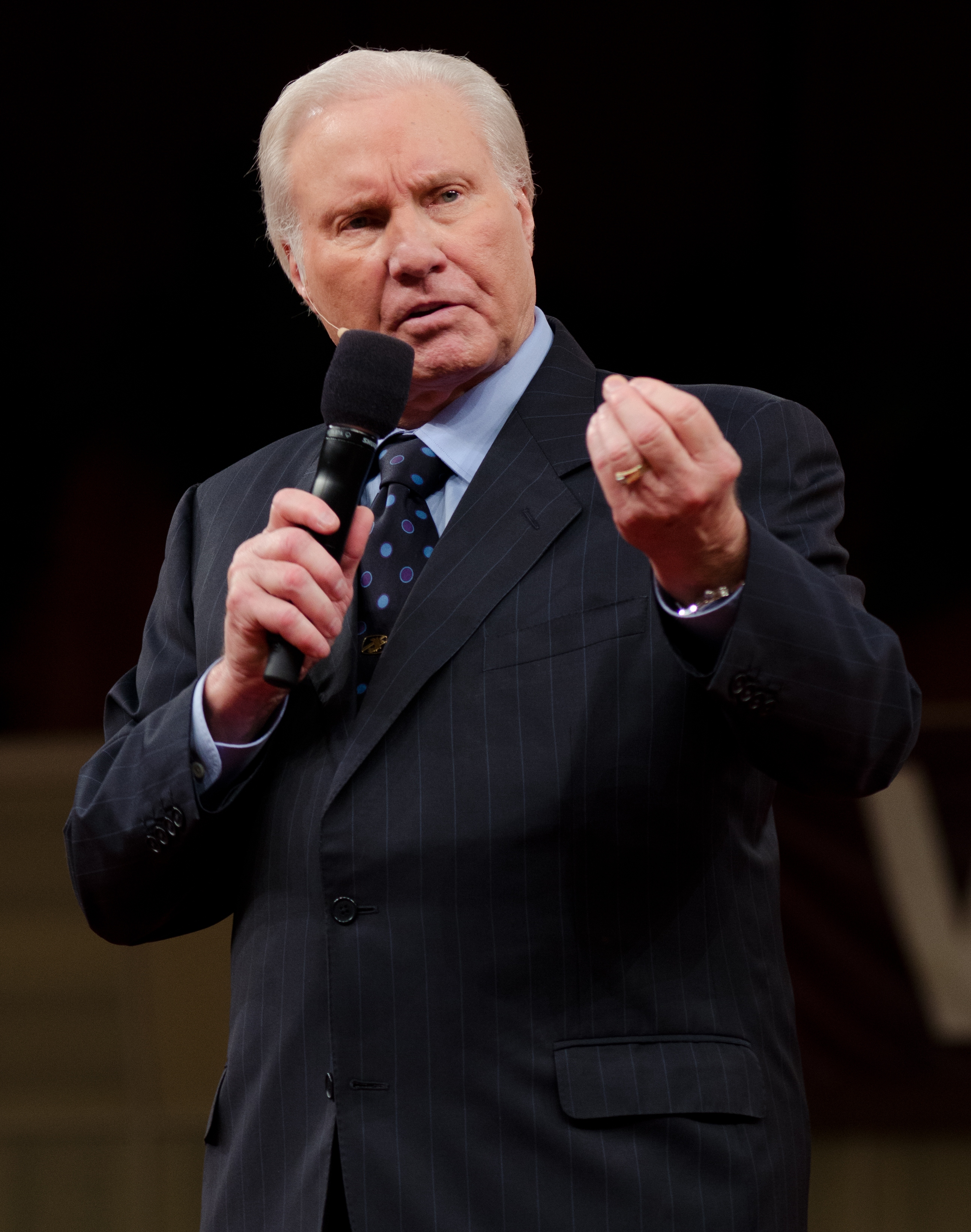
Jimmy Swaggart, teólogo e pastor estadunidense.

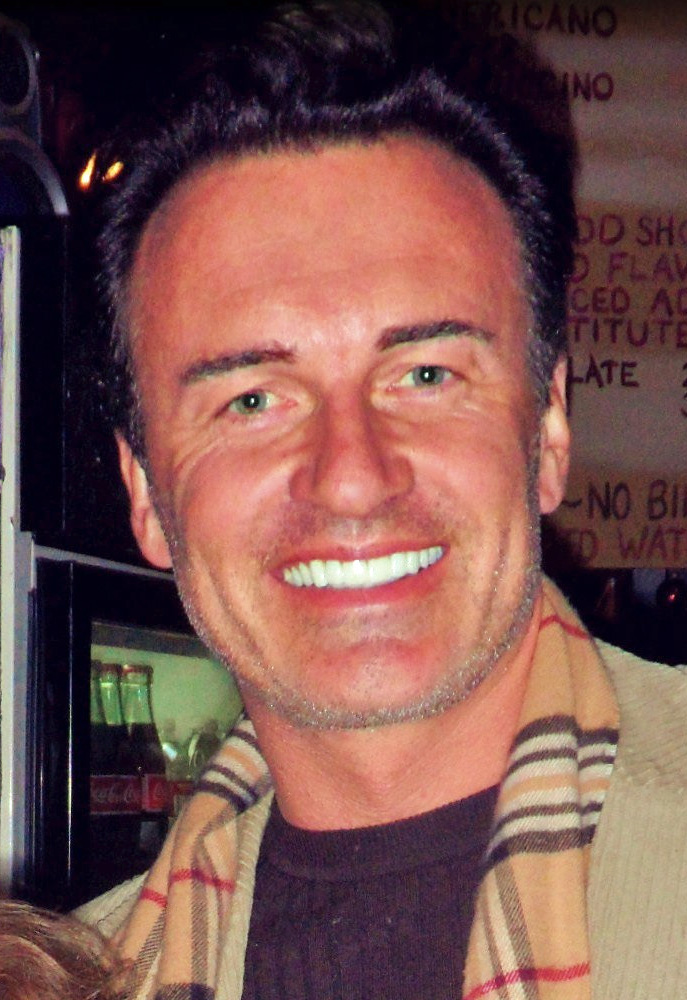
Julian McMahon, ator australiano.

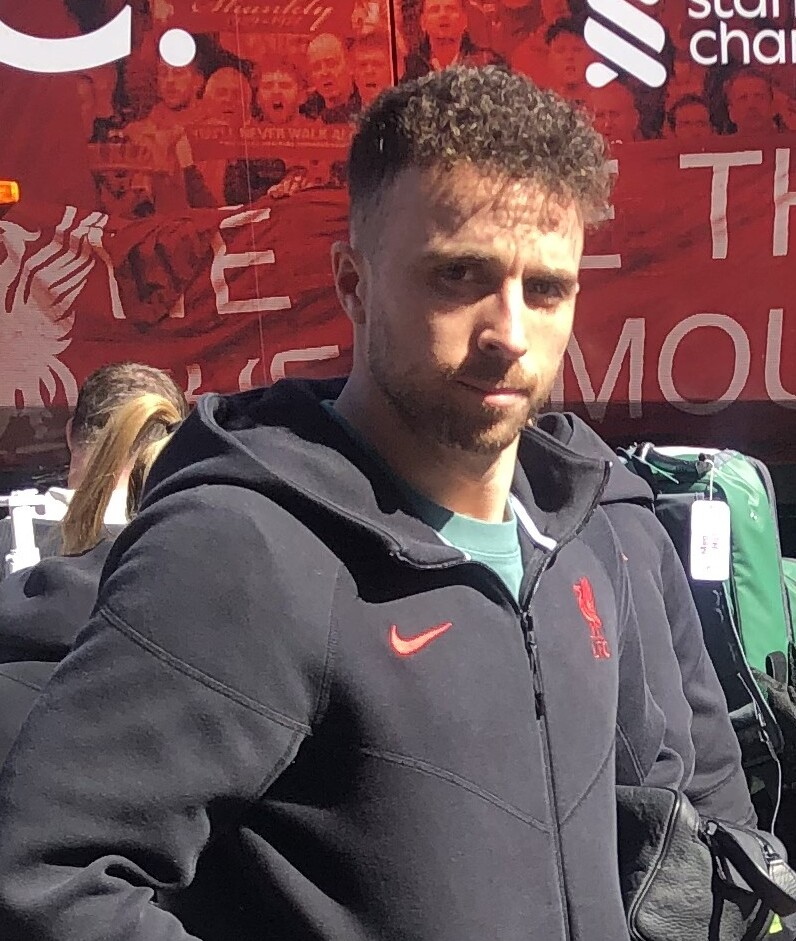
Diogo Jota, futebolista português.

Michael Madsen, ator estadunidense.

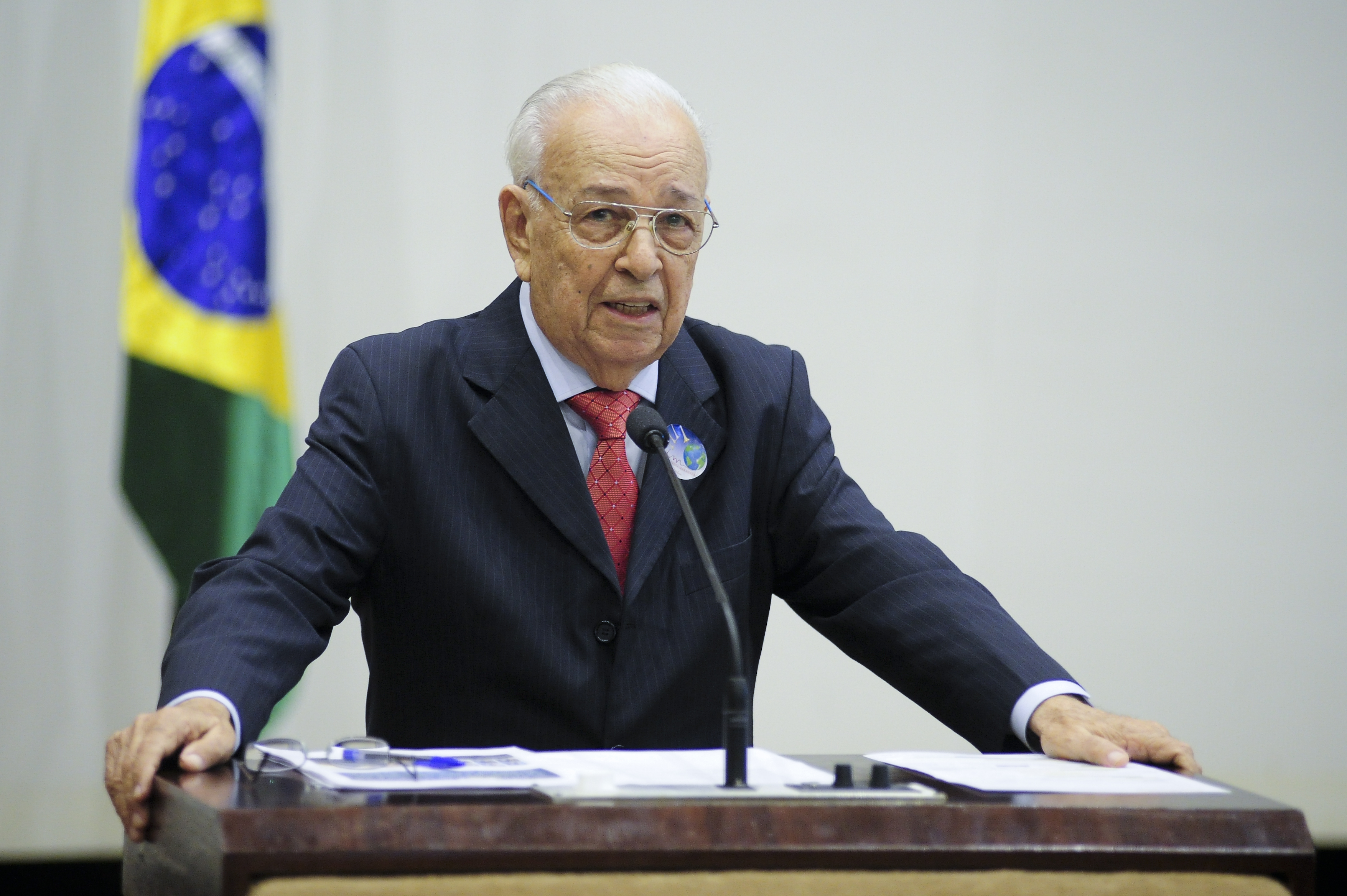
Gedelti Gueiros, pastor brasileiro.

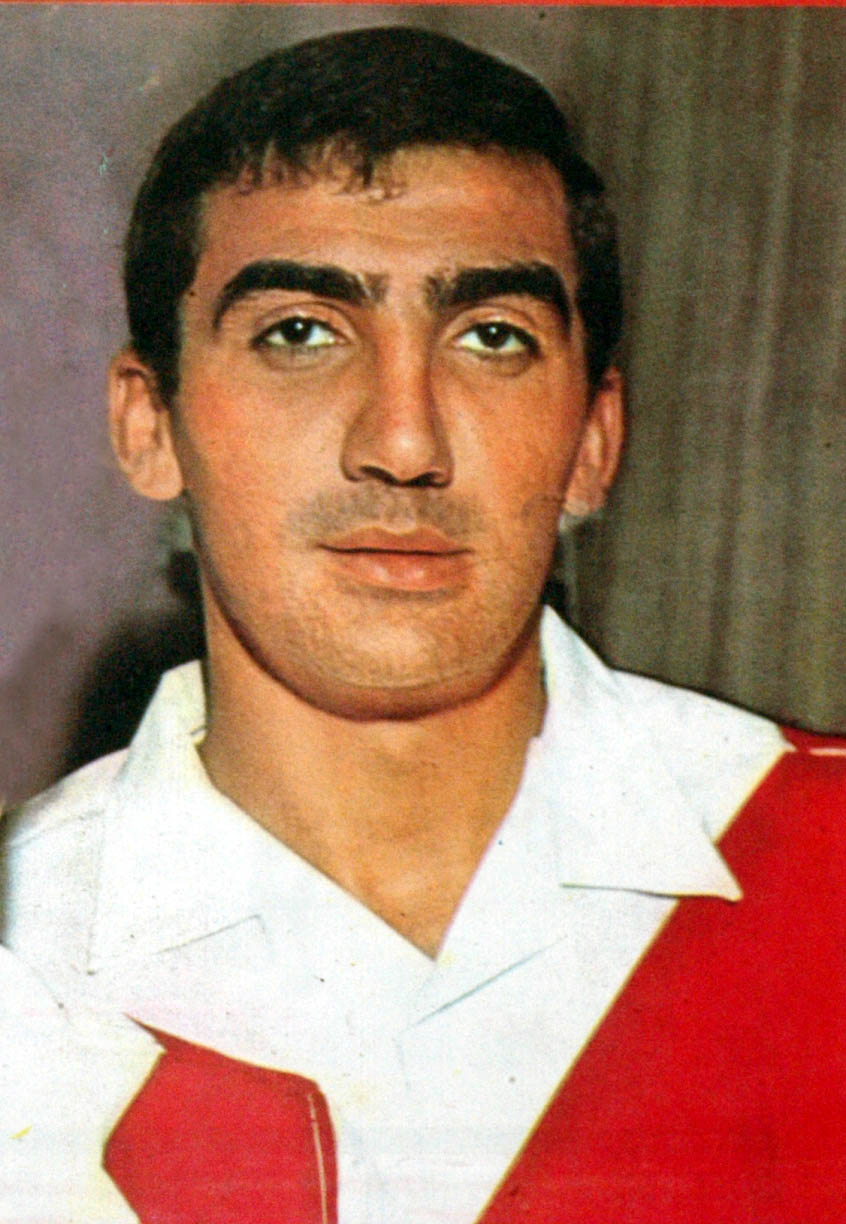
Miguel Ángel López, futebolista argentino.

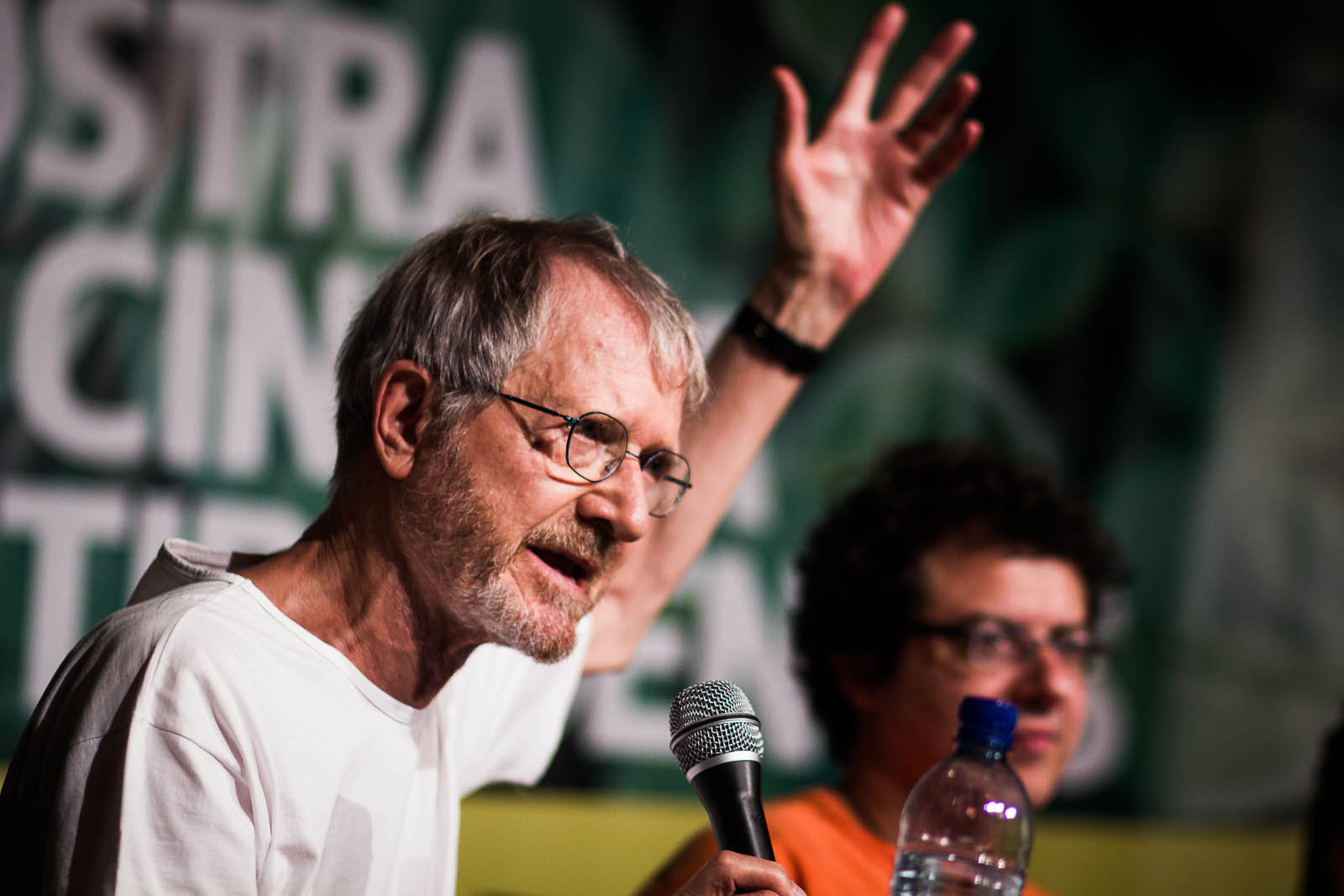
Jean-Claude Bernadet, cineasta belga naturalizado brasileiro.

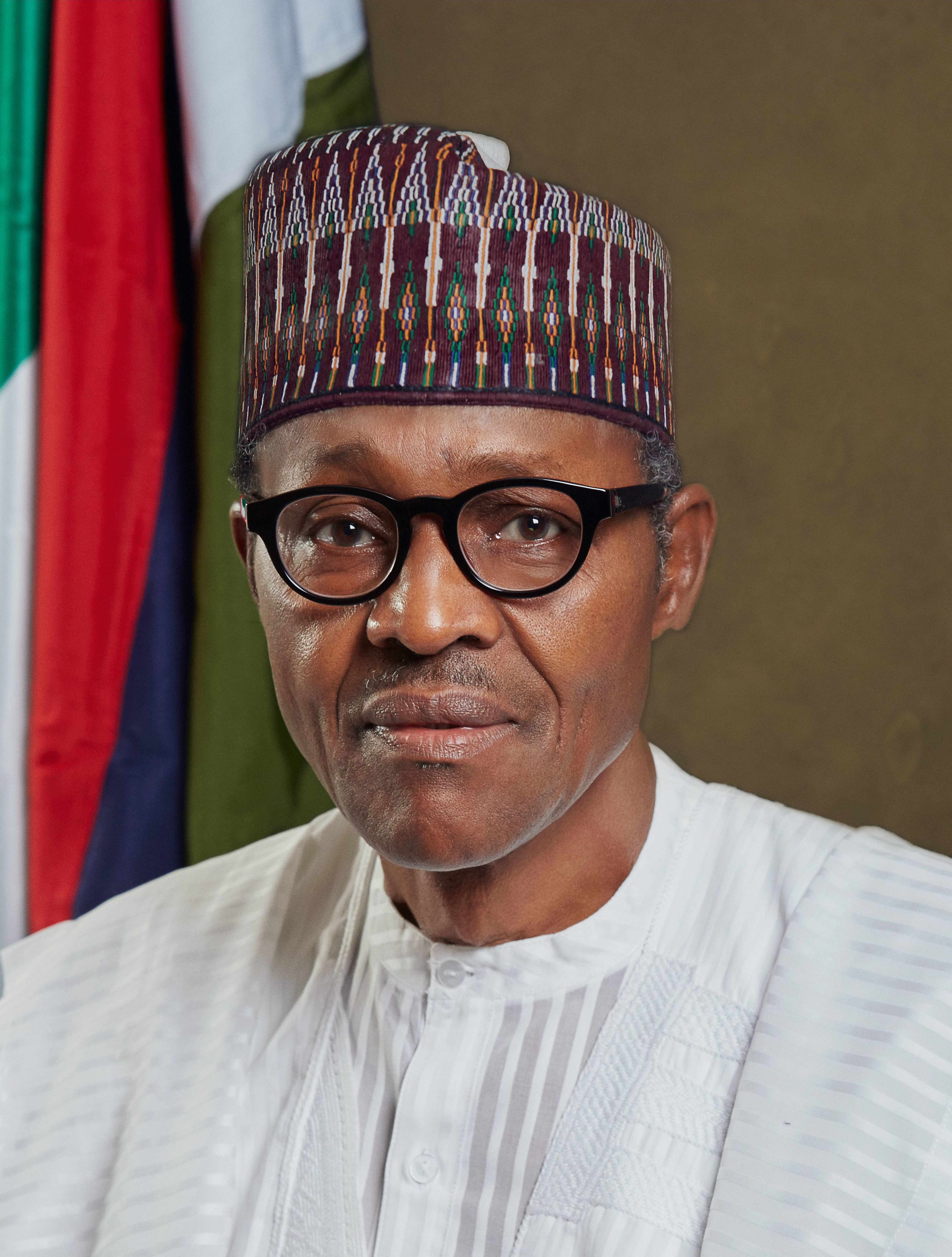
Muhammadu Buhari, político nigeriano.

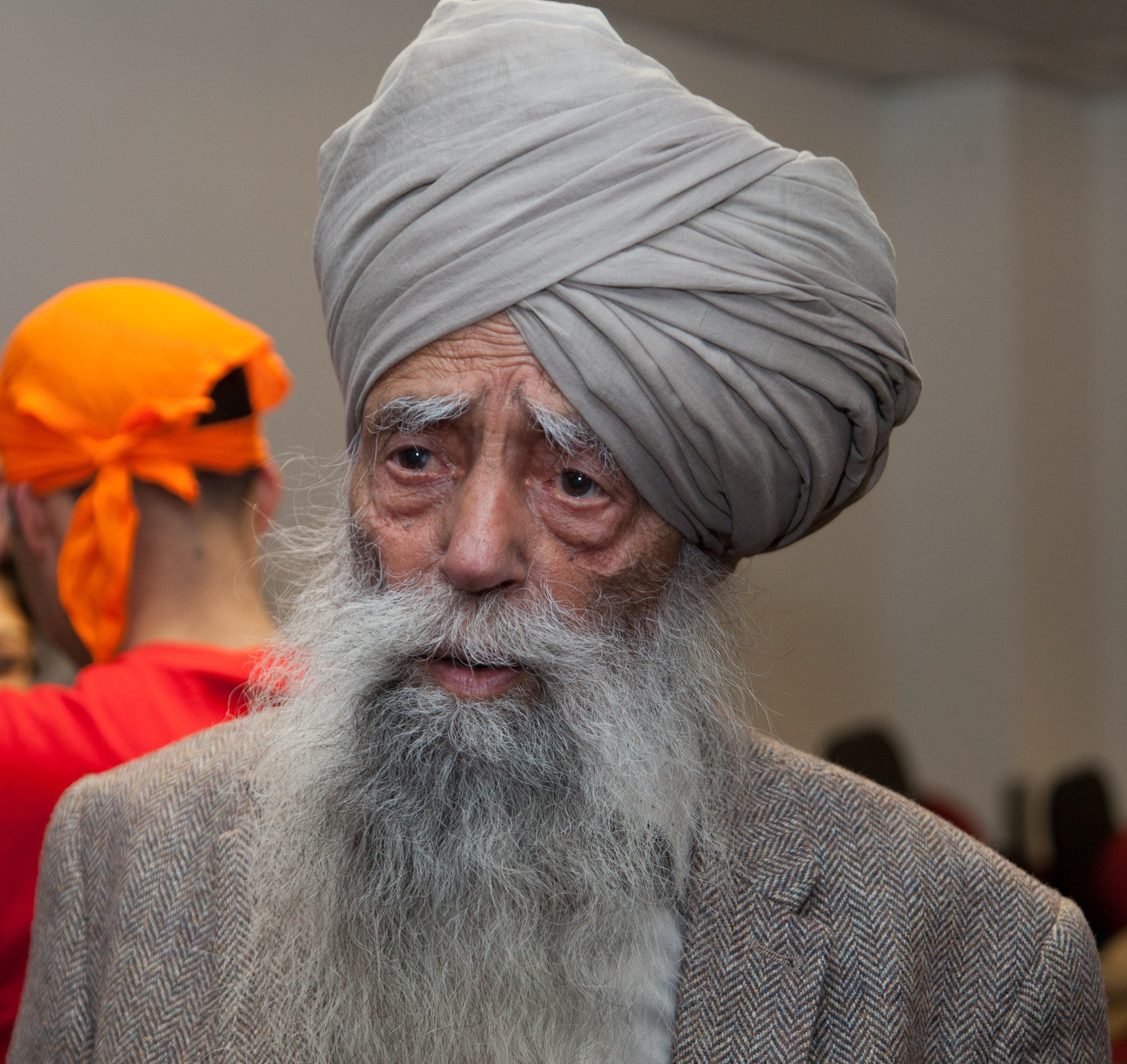
Fauja Singh, maratonista e supercentenário indiano.

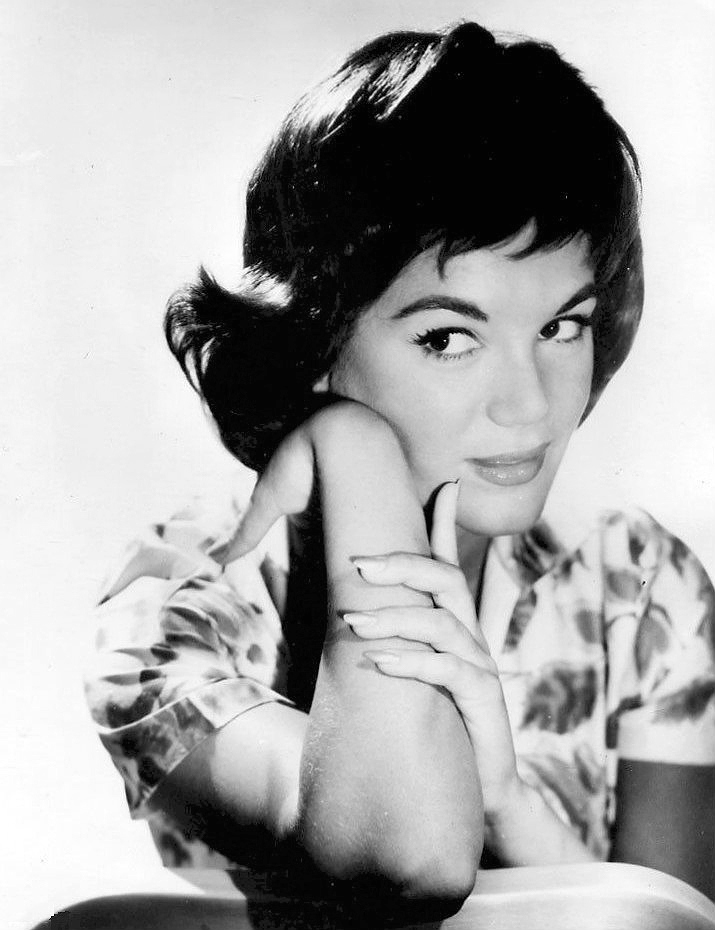
Connie Francis, cantora e atriz estadunidense.

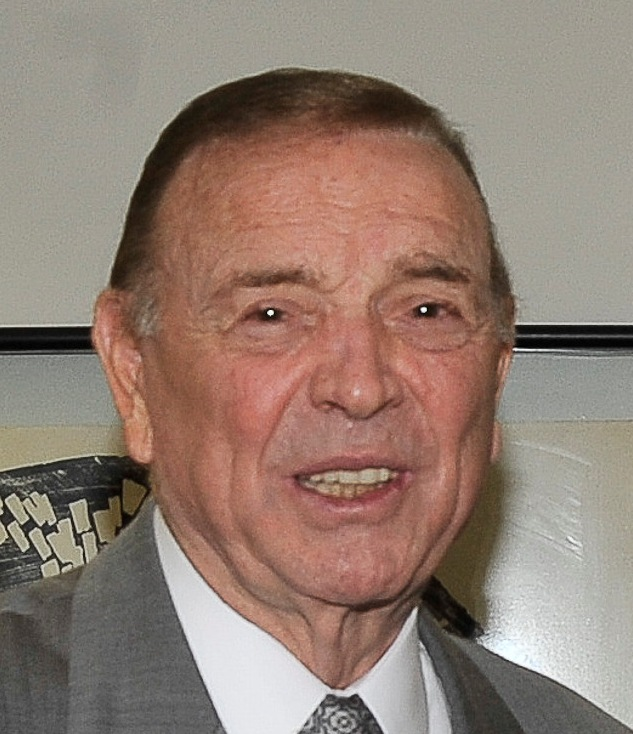
José Maria Marin, dirigente esportivo, futebolista e político brasileiro.

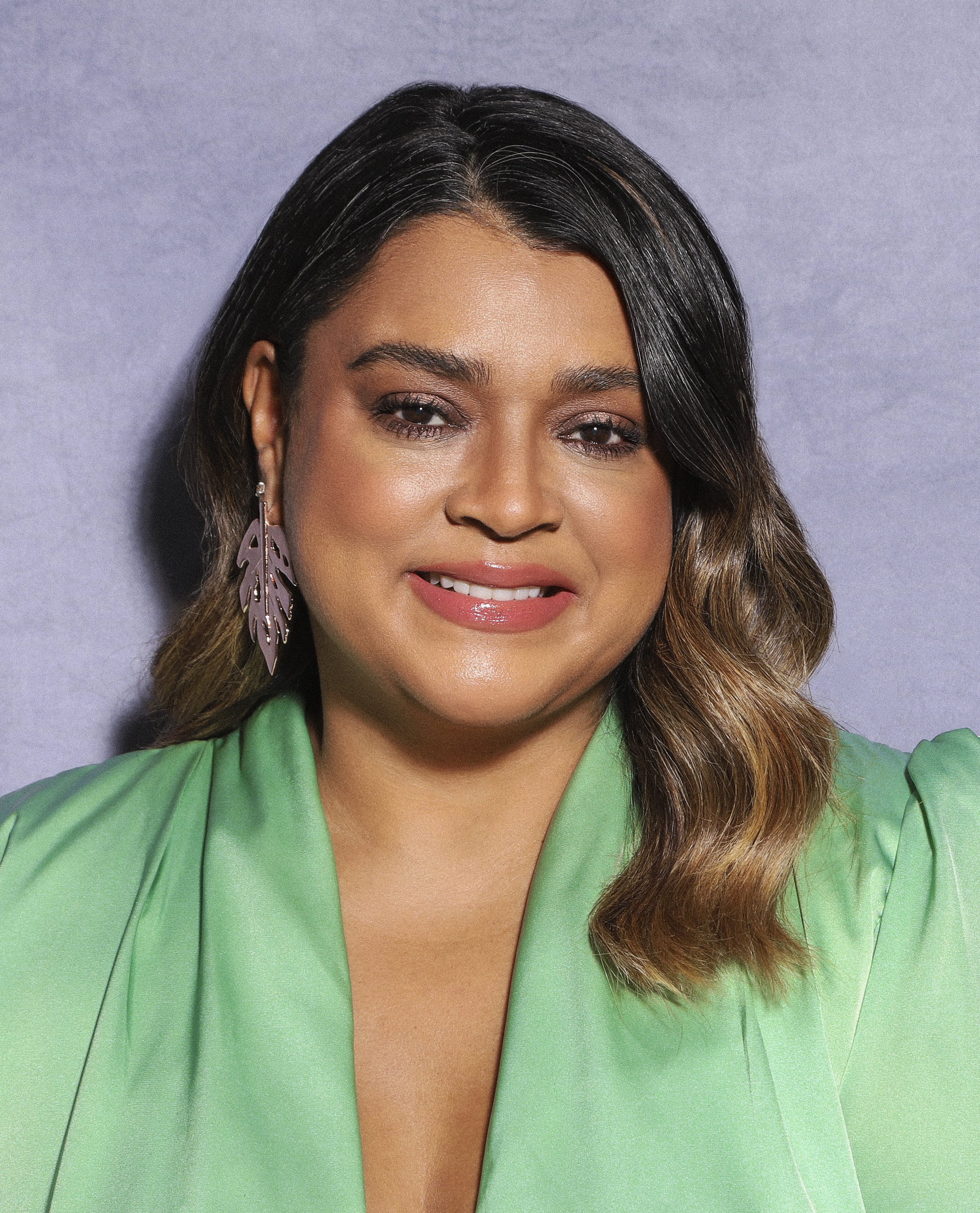
Preta Gil, atriz e cantora brasileira.

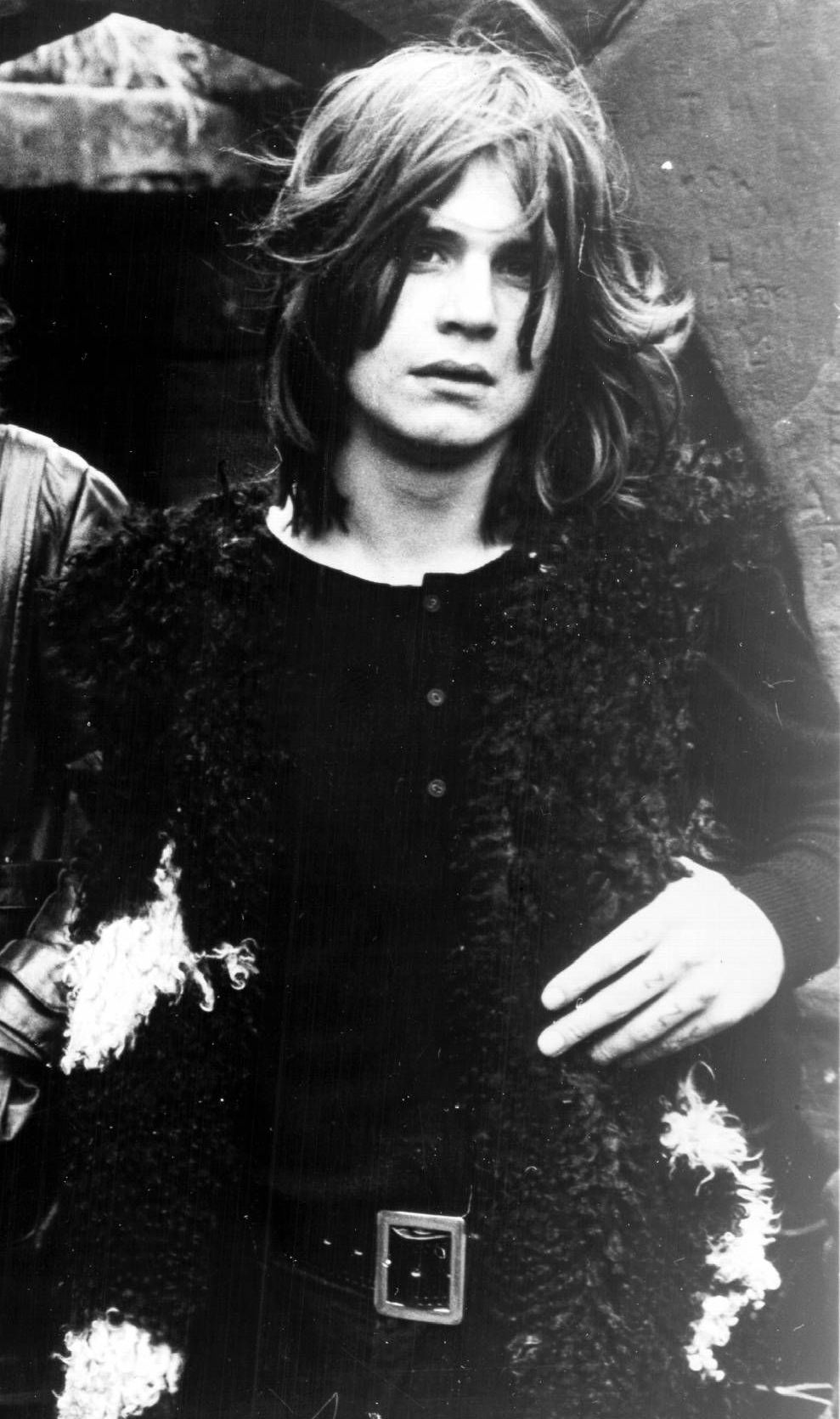
Ozzy Osbourne, cantor e compositor britânico.

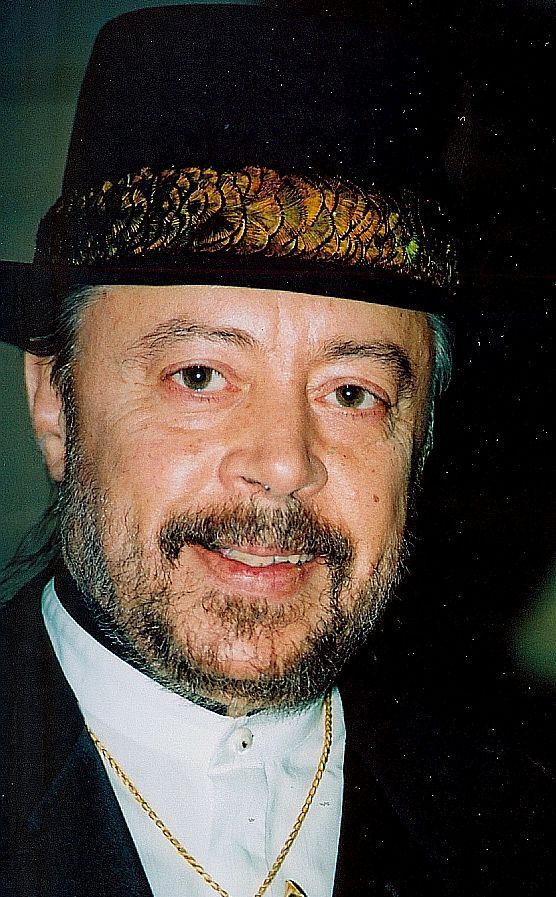
Chuck Mangione, músico e compositor estadunidense.

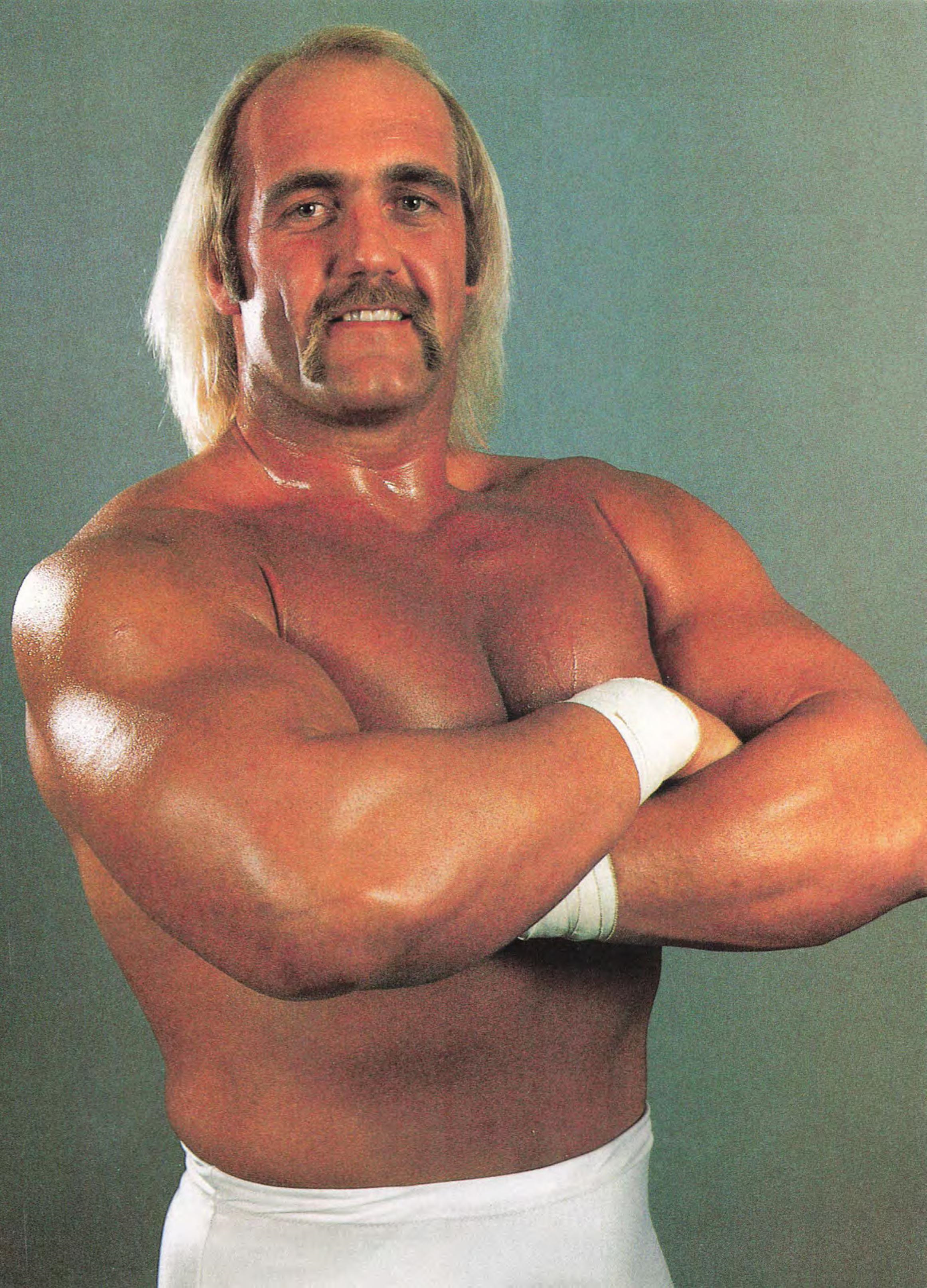
Hulk Hogan, lutador estadunidense.

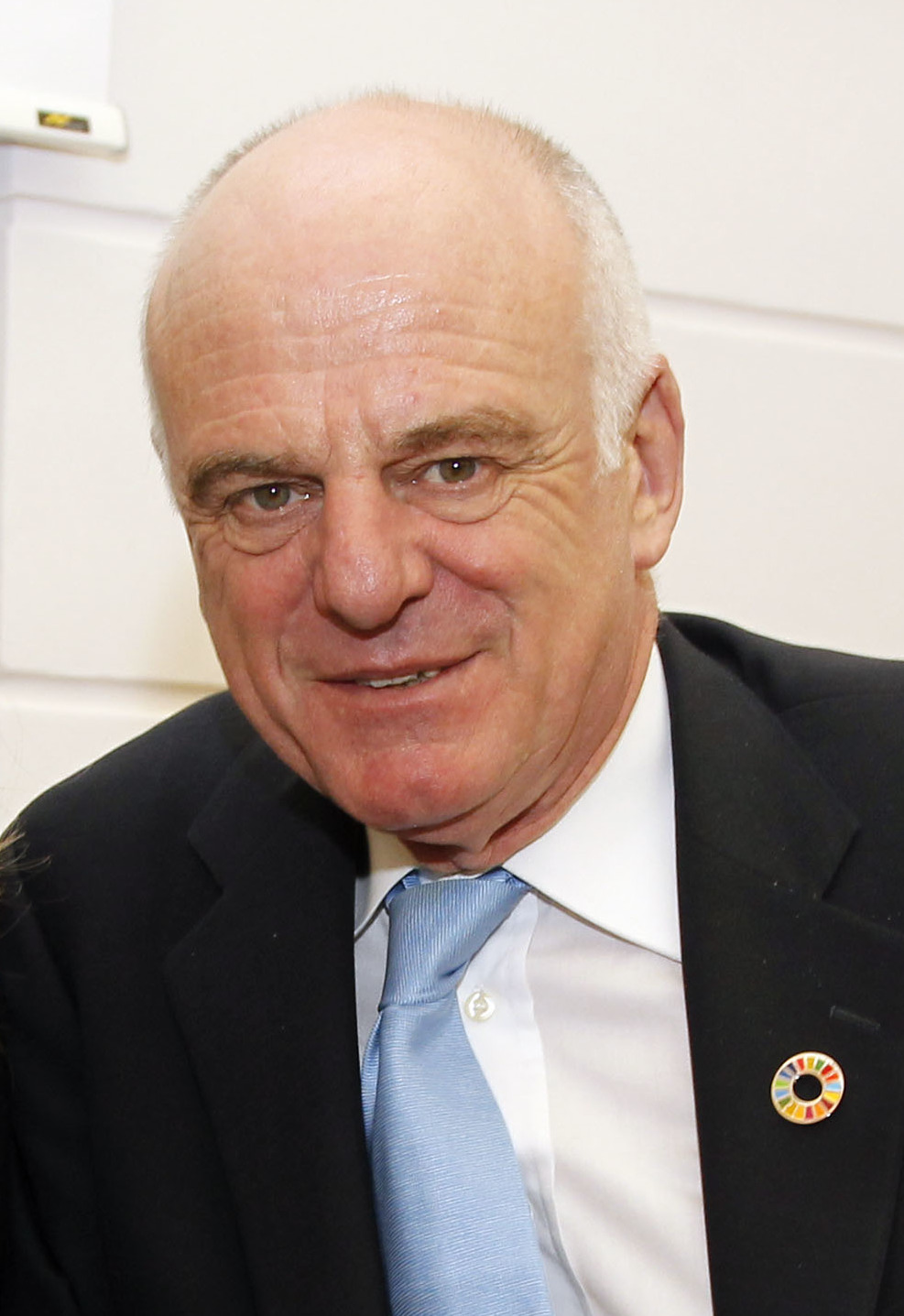
David Nabarro, médico britânico.

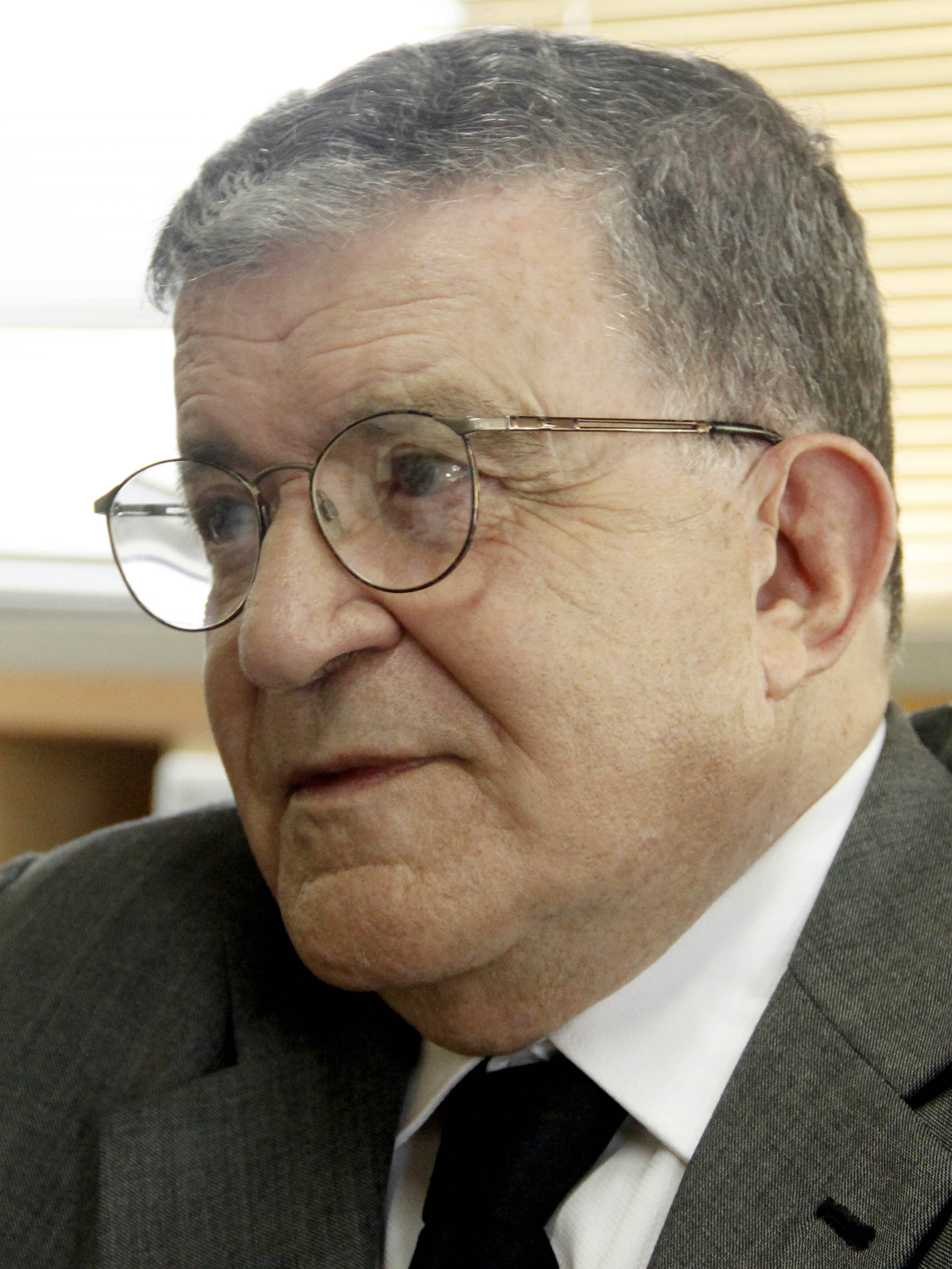
Guilherme Vilela, político brasileiro.

| Dia | Nome                        | Profissão ou motivo de reconhecimento       | Nacionalidade            | Nasc.     | Ref    |
| --- | --------------------------- | ------------------------------------------- | ------------------------ | --------- | ------ |
| 1   | Rinus Israël                | Futebolista                                 | Países Baixos            | 1943      | [ 1 ]  |
| 1   | Jimmy Swaggart              | Cantor e teólogo                            | Estados Unidos           | 1935      | [ 2 ]  |
| 2   | Julian McMahon              | Ator                                        | Austrália                | 1968      | [ 3 ]  |
| 2   | Jean-François Borel         | Microbiologista                             | Bélgica                  | 1933      | [ 4 ]  |
| 3   | Diogo Jota                  | Futebolista                                 | Portugal                 | 1996      | [ 5 ]  |
| 3   | André Silva                 | Futebolista                                 | Portugal                 | 2000      | [ 6 ]  |
| 3   | Michael Madsen              | Ator                                        | Estados Unidos           | 1957      | [ 7 ]  |
| 3   | Peter Rufai                 | Futebolista                                 | Nigéria                  | 1963      | [ 8 ]  |
| 3   | Lolit Solis                 | Apresentadora de televisão                  | Filipinas                | 1947      | [ 9 ]  |
| 3   | Jonathan Ott                | Botânico                                    | Estados Unidos           | 1949      | [ 10 ] |
| 3   | Zelig Eshhar                | Imunologista                                | Israel                   | 1941      | [ 11 ] |
| 4   | Luís Jardim                 | Músico e produtor musical                   | Portugal                 | 1950      | [ 12 ] |
| 4   | Amadeu Garcia dos Santos    | Militar                                     | Portugal                 | 1935      | [ 13 ] |
| 4   | Bobby Jenks                 | Beisebolista                                | Estados Unidos           | 1981      | [ 14 ] |
| 4   | Lidia Semenova              | Enxadrista                                  | Ucrânia/ União Soviética | 1951      | [ 15 ] |
| 5   | Gedelti Gueiros             | Pastor                                      | Brasil                   | 1931      | [ 16 ] |
| 5   | Régis Bonvicino             | Poeta                                       | Brasil                   | 1955      | [ 17 ] |
| 6   | Álamo de Oliveira           | Poeta                                       | Portugal                 | 1945      | [ 18 ] |
| 7   | Roman Starovoyt             | Político                                    | Rússia/ União Soviética  | 1972      | [ 19 ] |
| 7   | Miguel Ángel López          | Futebolista                                 | Argentina                | 1942      | [ 20 ] |
| 7   | Gábor Somorjai              | Químico                                     | Hungria                  | 1935      | [ 21 ] |
| 7   | J. Heinrich Matthaei        | Bioquímico                                  | Alemanha                 | 1929      | [ 22 ] |
| 7   | Fernando Vilaça             | Jovem assassinado                           | Brasil                   | 2007/2008 | [ 23 ] |
| 9   | Ian Blair                   | Policial                                    | Reino Unido              | 1953      | [ 24 ] |
| 10  | Everton Boi                 | Voleibolista                                | Brasil                   | 1979      | [ 25 ] |
| 10  | David Gergen                | Comentarista político                       | Estados Unidos           | 1942      | [ 26 ] |
| 11  | Maria Augusta Rodrigues     | Carnavalesca                                | Brasil                   | 1942      | [ 27 ] |
| 11  | Fernando Guimarães          | Poeta e ensaísta                            | Portugal                 | 1928      | [ 28 ] |
| 11  | Rene Kirby                  | Ator                                        | Estados Unidos           | 1955      | [ 29 ] |
| 12  | Jean-Claude Bernardet       | Cineasta                                    | Brasil/ Bélgica          | 1936      | [ 30 ] |
| 12  | Lucio Russo                 | Historiador e matemático                    | Itália                   | 1944      | [ 31 ] |
| 12  | Sol                         | Cantora                                     | Brasil                   | 1965      | [ 32 ] |
| 13  | Muhammadu Buhari            | Político                                    | Nigéria                  | 1942      | [ 33 ] |
| 13  | Flávio Pantera              | Futebolista                                 | Brasil                   | 1970      | [ 34 ] |
| 13  | José António Camacho        | Político                                    | Portugal                 | 1946      | [ 35 ] |
| 13  | Alberto Bottari de Castello | Prelado                                     | Itália                   | 1942      | [ 36 ] |
| 14  | Alexander Mitta             | Cineasta                                    | Rússia/ União Soviética  | 1933      | [ 37 ] |
| 14  | Fauja Singh                 | Maratonista e supercentenário               | Índia                    | 1911      | [ 38 ] |
| 14  | John F. MacArthur           | Pastor                                      | Estados Unidos           | 1939      | [ 39 ] |
| 15  | Bradley John Murdoch        | Criminoso                                   | Austrália                | 1958      | [ 40 ] |
| 15  | Wagner Basílio              | Futebolista                                 | Brasil                   | 1959      | [ 41 ] |
| 16  | Ahmed Faras                 | Futebolista                                 | Marrocos                 | 1946      | [ 42 ] |
| 16  | Connie Francis              | Cantora e atriz                             | Estados Unidos           | 1937      | [ 43 ] |
| 17  | Felix Baumgartner           | Paraquedista                                | Áustria                  | 1969      | [ 44 ] |
| 17  | Udo Voigt                   | Político                                    | Alemanha                 | 1952      | [ 45 ] |
| 17  | Ramiro                      | Futebolista                                 | Brasil                   | 1933      | [ 46 ] |
| 17  | Francesco Gnerre            | Escritor                                    | Itália                   | 1944      | [ 47 ] |
| 18  | André Vingt-Trois           | Prelado                                     | França                   | 1942      | [ 48 ] |
| 18  | Florência                   | Cantora                                     | Portugal                 | 1938      | [ 49 ] |
| 18  | Rex White                   | Automobilista                               | Estados Unidos           | 1929      | [ 50 ] |
| 18  | Roger Norrington            | Maestro                                     | Reino Unido              | 1934      | [ 51 ] |
| 18  | Roberto Duailibi            | Escritor e publicitário                     | Brasil                   | 1935      | [ 52 ] |
| 18  | Osmar Leitão                | Político                                    | Brasil                   | 1937      | [ 53 ] |
| 18  | Margaret Boden              | Professora e pesquisadora                   | Reino Unido              | 1936      | [ 54 ] |
| 19  | Luigi Antonio Cantafora     | Prelado                                     | Itália                   | 1943      | [ 55 ] |
| 19  | Giora Epstein               | Militar                                     | Israel                   | 1938      | [ 56 ] |
| 20  | José Maria Marin            | Dirigente esportivo, futebolista e político | Brasil                   | 1932      | [ 57 ] |
| 20  | Preta Gil                   | Cantora e atriz                             | Brasil                   | 1974      | [ 58 ] |
| 20  | Malcolm-Jamal Warner        | ator, músico e poeta                        | Estados Unidos           | 1970      | [ 59 ] |
| 20  | Mario Pirata                | Poeta e escritor                            | Brasil                   | 1957      | [ 60 ] |
| 20  | Rodney Baxter               | Físico                                      | Austrália                | 1941      | [ 61 ] |
| 21  | Crescencio Gutiérrez        | Futebolista                                 | México                   | 1933      | [ 62 ] |
| 21  | Raymond Saunders            | Pintor                                      | Estados Unidos           | 1934      | [ 63 ] |
| 21  | Carlos Guterres Moreira     | Político                                    | Brasil                   | 1938      | [ 64 ] |
| 21  | Roy Black                   | Advogado                                    | Estados Unidos           | 1945      | [ 65 ] |
| 21  | Dan Ziskie                  | Ator                                        | Estados Unidos           | 1944      | [ 66 ] |
| 22  | Ozzy Osbourne               | Cantor e compositor                         | Reino Unido              | 1948      | [ 67 ] |
| 22  | Joey Jones                  | Futebolista                                 | Reino Unido              | 1955      | [ 68 ] |
| 22  | Walter Ceneviva             | Advogado                                    | Brasil                   | 1928      | [ 69 ] |
| 22  | Chuck Mangione              | Músico e compositor                         | Estados Unidos           | 1940      | [ 70 ] |
| 23  | Hilton Abi-Rihan            | Jornalista                                  | Brasil                   | 1939      | [ 71 ] |
| 23  | Arnold Palacios             | Político                                    | Marianas Setentrionais   | 1955      | [ 72 ] |
| 23  | Michelle Duff               | Motociclista                                | Canadá                   | 1939      | [ 73 ] |
| 24  | Hulk Hogan                  | Lutador                                     | Estados Unidos           | 1953      | [ 74 ] |
| 24  | Julio César Cortés          | Futebolista e treinador                     | Uruguai                  | 1941      | [ 75 ] |
| 24  | Sulochana Gadgil            | Meteorologista                              | Índia                    | 1944      | [ 76 ] |
| 25  | Valdeir Batista             | Político                                    | Brasil                   | 1936      | [ 77 ] |
| 25  | Célio Roberto               | Cantor e compositor                         | Brasil                   | 1945      | [ 78 ] |
| 25  | Herbert Pankau              | Futebolista                                 | Alemanha                 | 1941      | [ 79 ] |
| 25  | Gudrun Kalmbach             | Matemática                                  | Alemanha                 | 1937      | [ 80 ] |
| 26  | David Nabarro               | Médico                                      | Reino Unido              | 1949      | [ 81 ] |
| 26  | Tom Lehrer                  | Cantor e compositor                         | Estados Unidos           | 1928      | [ 82 ] |
| 27  | Nuno Portas                 | Arquiteto                                   | Portugal                 | 1934      | [ 83 ] |
| 27  | Horst Mahler                | Advogado                                    | Alemanha                 | 1936      | [ 84 ] |
| 28  | Ryne Sandberg               | Beisebolista                                | Estados Unidos           | 1959      | [ 85 ] |
| 28  | Laura Dahlmeier             | Biatleta                                    | Alemanha                 | 1993      | [ 86 ] |
| 28  | Décio Otero                 | Coreógrafo                                  | Brasil                   | 1933      | [ 87 ] |
| 28  | Michel Callon               | Sociólogo                                   | França                   | 1945      | [ 88 ] |
| 29  | Paul Day                    | Cantor                                      | Reino Unido              | 1956      | [ 89 ] |
| 29  | Carmel Muscat               | Ciclista                                    | Malta                    | 1961      | [ 90 ] |
| 29  | Wadih Mutran                | Político                                    | Brasil                   | 1936      | [ 91 ] |
| 30  | Sylvia Young                | Professora de teatro                        | Reino Unido              | 1939      | [ 92 ] |
| 30  | Adalberto Paulo da Silva    | Prelado                                     | Brasil                   | 1929      | [ 93 ] |
| 31  | Antônio Carlos Vendramini   | Basquetebolista                             | Brasil                   | 1950      | [ 94 ] |
| 31  | Derk Sauer                  | Jornalista                                  | Países Baixos            | 1952      | [ 95 ] |
| 31  | Guilherme Villela           | Político                                    | Brasil                   | 1935      | [ 96 ] |
| 31  | Robert Wilson               | Encenador                                   | Estados Unidos           | 1941      | [ 97 ] |
| 31  | Flaco Jiménez               | Músico                                      | Estados Unidos           | 1939      | [ 98 ] |